# 英格蘭及威爾斯檢察總長
國王陛下英格蘭及威爾斯檢察總長（英語：His Majesty's Attorney General for England and Wales），是英國政府官員，屬官方律政專員之一。檢察總長身兼英格蘭和威爾斯的官方及政府首席法律顧問。英格蘭及威爾斯副檢察長（Solicitor General）是檢察總長的副手。與其他一些國家的相應職位不同，在英國檢察總長和副檢察長都是政務官位，按照近代慣例由英國國會議員出任，一般任職者都有法律專業背景，許多是御用大律師。
檢察總長一職可追溯至1243年，歷史文獻記載一名專業律師受僱在法庭上代表英格蘭國王的利益。這個職位在1461年起執行政治工作，當時的任職者被傳喚到上議院向當地政府提供法律建議。1673年，檢察總長正式成為英國官方的法律顧問和代表，不過檢察總長的職務仍主要為訴訟而不是法律諮詢。在二十世紀初，檢察總長的職務從訴訟轉型至為政府提供法律諮詢。而大部分向政府部門提供的法律意見，均由政府法律部提供，檢察總長是主管政府法律部的政務官。
檢察總長的工作是非常艱巨的，帕特里克·黑斯廷斯爵士在任職期間寫道：「當一名律政專員就像活在地獄裡。」（to be a law officer is to be in hell）。檢察總長的職責包括督導皇家檢控署、嚴重欺詐案辦公室、政府法律部（前稱庫務律師署）、皇家檢控署監察科、兵役檢控局，以及由政府律師負責的訴訟。檢察總長可對英國政府、個別政府部門及政府官員提供法律意見，在國會回答質詢及向英格蘭及威爾斯上訴法院提出現行法例罰則過於寬鬆的條文。自《1997年律政專員法令》通過後，檢察總長可委派副檢察長代行其法定職責，而在法律上須視其所有決定為檢察總長所作之決定。

## 中文譯名
英屬香港時期，「律政司」是香港就「Attorney General」一職使用的正式職稱。現時，官方文件中會使用「律政司」或「檢察總長」作為正式譯名。中國大陸及台湾資料中常將律政司譯爲“總檢察長”或“檢察總長”。
實際上英國的檢察總長并不負責刑事檢控，只會監察相關工作。英格蘭和威爾斯司法轄區去的檢控工作負責單位是皇家檢控署，由刑事檢控專員領導；而名義上的“檢察長”是國王陛下總代訴人（HM Procurator General），是庫務律師（Treasury Solicitor）的兼職之一。後者是為政府提供法律咨詢的最高階的事務官，是政府法律部的主管官員。在近代的檢控機構改革前，作爲檢察官出庭的訟務律師由國王陛下總檢察長兼庫務律師委任指導，因此至今英國最高階的出庭檢察官仍稱爲“庫務大律師”（Treasury Counsel），其中爲首的稱爲“首席資深庫務大律師”。

### 書籍
- Attorney General's Office. . The Stationery Office. 2007. ISBN 9780101719223.
- Carroll, Alex.  4th. Pearson Longman. 2007. ISBN 978-1-4058-1231-3.
- Cooley, Rita. . The American Journal of Legal History (Temple University). 1958, 2 (4). ISSN 0002-9319.
- Dickens, Bernard. . The Modern Law Review (Blackwell Publishing). 1972, 35 (4).
- Elliott, Catherine; Francis Quinn.  9th. Pearson Longman. 2008. ISBN 978-1-4058-5941-7.
- Jones, Elwyn. . The Cambridge Law Journal (Cambridge University Press). 1969, 27 (1). ISSN 0008-1973.

## 外部連結
- 维基共享资源上的相關多媒體資源：英格蘭及威爾斯檢察總長
- 维基文库中的相關文獻：

- .  2 9th: 887. 1878.
- .  3 (第11版). London: 63. 1911.